# Cystoderma intermedium
Cystoderma intermedium är en svampart som beskrevs av Harmaja 1979. Cystoderma intermedium ingår i släktet Cystoderma och familjen Agaricaceae.   Inga underarter finns listade i Catalogue of Life.